# Гутне скло

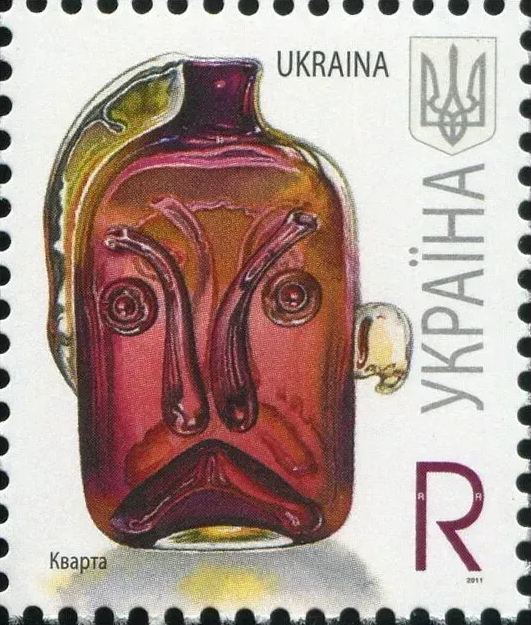

Гутне скло — вироби, виготовлені зі скла безпосередньо біля скловарної печі майстром вручну, у гарячому стані з використанням відповідної техніки. Гутне скловиробництво вже кілька тисячоліть є найголовнішою технологією виготовлення скла і дає можливість використовувати специфічні його властивості: пластичність, піддатливість видуванню й іншим прийомам формування. Кожен виріб, створений у гуті ручною працею майстра, індивідуальний і неповторний. Гутне скло наділене кольором, прозорістю, чарівною здатністю передавати переломлення, гру світла, що може викликати в глядача найрізноманітніші поетичні асоціації.

## Цікавинка: звідки внас стільки Гут?
Ось що про це сказано у книжці «Енциклопедія цікавинок»:
Виявляється, топонім «Гута» — не рідкісний. На території України є близько 90 поселень із такими ж або похідними назвами. В Україні гутами здавна звалися місця, де виробляли скло та скляні вироби, а згодом так почали називати відповідні заводи. Людей, які займалися виготовленням скла, називали гутниками. «Гута» в перекладі з німецької — «горн», «піч». Для виплавлення скла потрібні були пісок і велика кількість деревини. Тому гути, зазвичай, будували серед лісу. Працювали в них до 10–15 робітників, ще стільки ж займалися заготовленням та підвезенням піску й деревини. Майстри-гутники вручну, біля скловарної печі-горна, виготовляли віконницю (шибки), різноманітні посудини, а також скляні прикраси. Гутне скло не мало такої якості та прозорості, як сучасне, але з нього виходили гарні вироби. Починаючи з 1989 року у Львові проходять міжнародні симпозіуми гутного скла. Кожен з учасників має змогу працювати біля гутних печей з бригадою висококваліфікованих майстрів-гутників. За результатами роботи відбувається виставка, а кожен учасник залишає свій виріб у дарунок місту. Колекція унікальних робіт відомих художників з усього світу налічує понад 300 виробів.